# Running to Stand Still
«Running to Stand Still» — песня ирландской рок-группы U2, пятая композиция альбома The Joshua Tree (1987). Представляет собой балладу с аккомпанементом фортепиано и гитары. Сюжет описывает героинозависимую пару, проживающую в башнях Баллимуна, которые после релиза «Running to Stand Still» стали прочно ассоциироваться с этим произведением. Хотя песня изначально рассматривалась как одна из ключевых вещей пластинки, в связи с чем сочинению её текста было посвящено много времени, её музыка была полностью сымпровизирована в студии.
Во время работы над The Joshua Tree группа исследовала американскую традиционную музыку, поэтому мелодия «Running to Stand Still», в частности, демонстрирует влияние фолк-рока и акустического блюза. Песня была высоко оценена профильными критиками, многие из которых назвали её одним из лучших произведений пластинки. С тех пор она нередко исполнялась группой на концертах, присутствуя в сет-листах нескольких гастрольных туров U2 в двух разных аранжировках и с несколькими тематическими интерпретациями (в зависимости от текущей повестки музыкантов).

## Предыстория
«Running to Stand Still» была сочинена Боно в контексте эпидемии героиновой зависимости, развернувшейся в Дублине в 1980-х годах, во многом схожем с предыдущими песнями U2, посвящёнными этой теме «Bad» (и, в некоторой степени, «Wire») из альбома The Unforgettable Fire 1984 года. Одно время басист группы Адам Клейтон даже называл песню «Bad Part II». Многие друзья, знакомые и коллеги-музыканты Боно из Ирландии оказались «пленниками героина», что также нашло отражение в событиях, подтолкнувших фронтмена к сочинению песни. Одним из них был Кристи Дигнам из группы Aslan, другим — Фил Лайнотт из Thin Lizzy, чья моральная деградация из-за зависимости от наркотика привела его к смерти (от почечной недостаточности) в январе 1986 года.
До альбома Songs of Innocence (2014) участники группы сочинили относительно немного песен, связанных с их взрослением в Дублине, часто отдавая приоритет произведениям, посвящённым конфликту в Северной Ирландии или международным проблемам. Когда они всё же писали о Дублине, упоминания зачастую были завуалированы. Однако «Running to Stand Still» была одной из песен, напрямую связанных с их родным городом:

| I see seven towers But I only see one way out | Я вижу семь башен, но выход из них только один. |  |

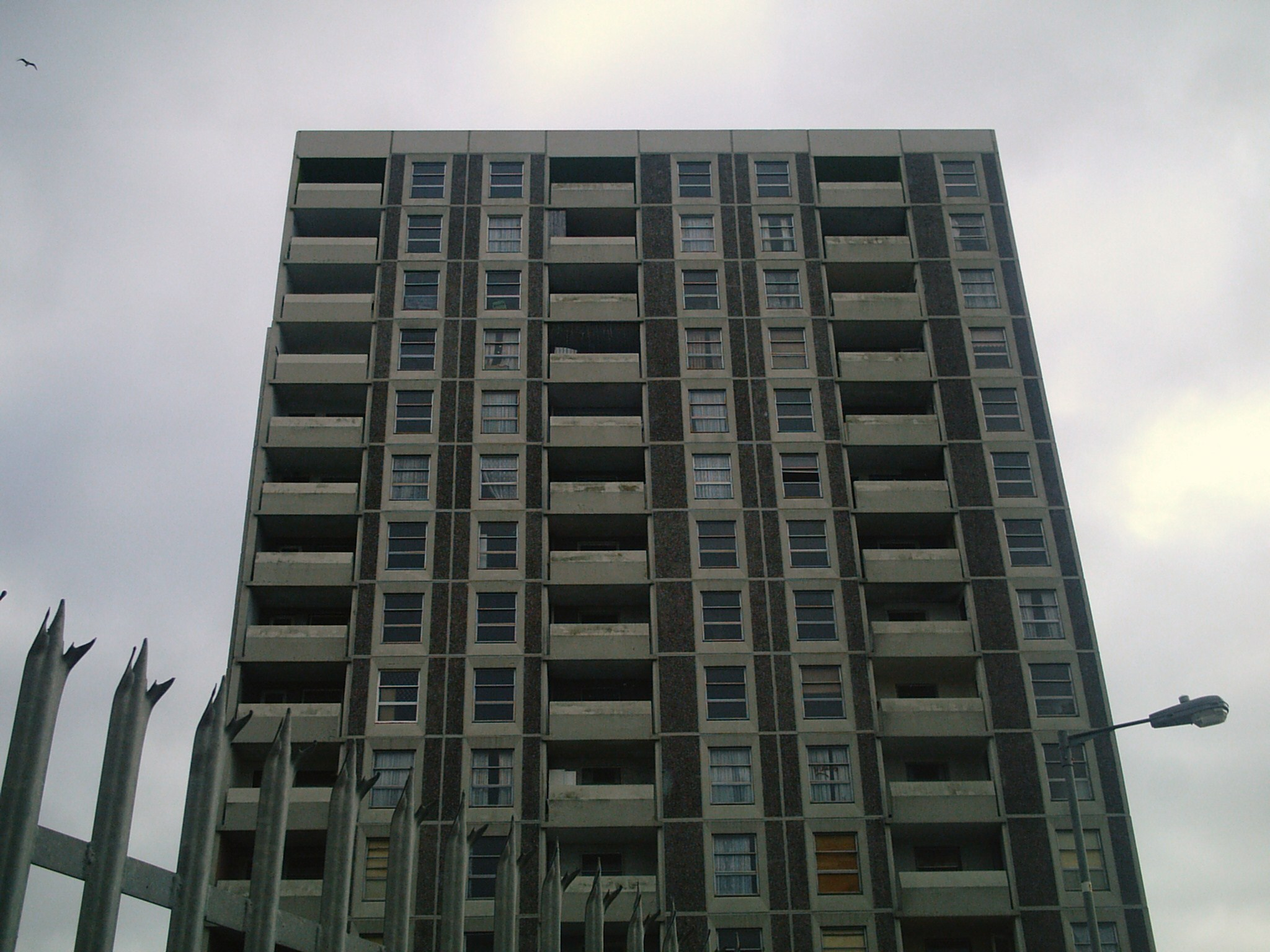
Фасад одной из башен Баллимуна

Текст песни ссылается на дублинские башни Баллимуна — группу из семи высотных муниципальных зданий, построенных в 1960-х годах в одноимённом городском районе. Пол Хьюсон (позже известный как Боно, фронтмен U2) вырос на Сидарвуд-роуд в соседнем районе Гласневин, в доме напротив башен (находившемся через поле от них, с задней стороны), там же жили его друзья и будущие музыканты Фионан Ханви (позже известный как Гэвин Фрайдей) и Дерек Роуэн (прославившийся под псевдонимом Гугги). В детстве Боно часто играл на фундаменте башен во время их строительства, а впоследствии катался в их лифтах с целью получить острые ощущения. Со временем плохое техническое обслуживание, отсутствие детских дошкольных учреждений, засилье кратковременной аренды жилья и другие факторы привели к упадку условий общественной жизни внутри домов и деградации отношений между соседями. Башни начали превращаться в помойки — в них пахло мочой и рвотой, обычным явлением стали валяющиеся повсюду использованные иглы и тюбики токсикоманов, а также постоянные облавы Гарда Шихана. Впоследствии Гугги жил в этих башнях на протяжении многих лет — в тот период он сам боролся с наркозависимостью. Именно благодаря общению с разочаровавшимися в жизни людьми из этих башен у Боно начало формироваться общественное сознание.
Существует мнение, что Боно мог использовать Баллимун в качестве источника вдохновения (без каких-либо прямых отсылок в тексте) для песни «Shadows and Tall Trees» 1980 года, а позже сравнил жизнь в этом районе с некоторыми сценами из фильма Майка Ньюэлла «На запад» (1992). Проезжая туда в 1987 году, Боно сказал: «Видите, там возвышаются семь высотных зданий? Это „семь башен“. В них самый высокий уровень самоубийств в Ирландии. После того, как все в мире уже поняли — нельзя, чтобы люди жили друг на друге [буквально как в муравейнике], мы взяли и водрузили их здесь».

## Запись
Заглавная фраза песни возникла после разговора Боно со своим старшим братом. Когда музыкант поинтересовался, как продвигается его дышащий на ладан бизнес — он ответил: «It’s like running to stand still». Прежде Боно никогда не слышал этого выражения и подумал, что оно описывает героиновую зависимость или воздействие наркотика на организм; впоследствии один из рецензентов охарактеризовал название как «идеальное воплощение концепции зависимости от наркотиков». Боно слышал реальную историю о семейной паре героиновых наркоманов, мужчине и женщине, которые жили в башнях Баллимуна. Оставшись без денег и будучи не в состоянии платить арендную плату из-за прожигания финансов на наркотики, мужчина решил заняться контрабандой героина между Дублином и Амстердамом, тем самым подвергаясь большому риску ради хороших денег. Однако Боно чувствовал, что в глубине души это был порядочный человек, скованный убогими условиями жизни, а также ошибочным выбором, и музыкант хотел показать, как неблагоприятная среда влияет на жизнь этих людей. Итоговый текст не содержит явных отсылок, вместо этого он освещает эмоциональную атмосферу, в которой проживает пара. При этом песня не осуждает своих героев и даже демонстрирует симпатию к женщине. Монолог одного из персонажей фильма Вима Вендерса «Париж, Техас» (1984) также оказал значительное влияние на сочинение этой песни.
«Мы с Эли жили в Хоуте, на одной улице с Филом, и я видел его везде, только не там. Каждый раз, когда мы виделись, он говорил: „Что не заходишь? Заходи, поужинаем как-нибудь“. А я отвечал: „Ты сам лучше ко мне заходи. Мы тебя хорошо накормим!“. Каждый раз при встрече. И мы ни разу друг другу так и не позвонили».
Хотя на сочинение текста было потрачено много времени, музыкальная составляющая «Running to Stand Still» по существу была сымпровизирована группой прямо в процессе записи. Эдж начал наигрывать аккорды на фортепиано во время сессии, предназначенной для другой песни. После чего продюсер Дэниель Лануа присоединился к нему на гитаре, а остальная часть группы последовала за ним. Эта первоначальная, сымпровизированная версия включала в себя все элементы оставшиеся в окончательном варианте композиции, а звук и внутреннее ощущение музыкантов, играющих в одной комнате все вместе без каких-либо аудио-ухищрений, способствовали продуктивной работе над треком. «Walk on the Wild Side» Лу Рида и «Candle in the Wind» Элтона Джона, небольшие фрагменты которых звучали в конце концертной версии «Bad» во время турне The Unforgettable Fire Tour, также послужили косвенными источниками вдохновения для песни. Влияние работ Рида чувствуется на протяжении всего трека, как и, в некоторой степени, Ван Моррисона. В подтверждение этому в панегирике, опубликованном после смерти Рида в 2013 году, Боно сослался на «Running to Stand Still» как «прямое доказательство» того влияния, которое Рид и его бывшая группа — The Velvet Underground — оказали на творчество U2.
Эдж записал для песни отдельную партию на слайд-гитаре, которая была «усилена через бластер [аудио-примочку]», доработав гитарную композицию, сидя в холле студии Windmill Lane Studios. Даниэль Лануа вошёл в комнату и, впечатлённый звучанием инструмента, захотел записать его прямо тут, не перемещаясь в студийное помещение. Он принёс музыканту наушники и подключил гитару к микрофонному входу микшерного пульта напрямую. Продюсер вспоминал: «Бластер великолепно усиливал его слайд-гитару. Он уже отточил тот самый звук [попавший в итоговую версию песни] и лишь немного поменял настройки эквалайзера консоли по своему вкусу».

## Музыка и тематика композиции
Бо́льшая часть альбома The Joshua Tree отражала увлечение группы американской культурой, политикой и музыкальными формами. Поэтому, несмотря на то что текст «Running to Stand Still» был посвящён событиям в Ирландии, музыкальная аранжировка этой песни начинается с проигрыша в стиле акустического кантри-блюза, исконно американских жанров, которая демонстрирует расширение творчества группы за счёт музыкальных идиом. Хотя продюсер Брайан Ино был известен тем, что ввёл европейскую фактурную музыку в звучание U2, он также очень любил фолк и госпел. В подтверждении этому музыкальные критики отмечали в звучании песни отголоски полностью акустического альбома Nebraska влиятельного американского музыканта Брюса Спрингстина, выпущенного в 1982 году.
В музыкальном плане «Running to Stand Still» представляет собой нежную фортепианную балладу, исполняемую в тональности Ре мажор с темпом 92 удара в минуту. Песня сочинена в традиционной куплетно-припевной форме. Вступление и финал композиции сопровождает тоскливая акустическая слайд-гитара, спродюсированная Брайаном Ино и Даниэлем Лануа, которую журнал Rolling Stone назвал одновременно мрачной и мечтательной. Бо́льшая часть фортепианной партии чередуется между аккордами Ре и Соль — яркий пример давней практики Эджа применения двухаккордовых последовательностей. Эта партия придаёт песне элегический антураж. На протяжении большей части композиции фортепиано сопровождает мягкая игра Лануа на так называемой электрической «скрэп-гитаре», которая была добавлена продюсером, чтобы придать песне фактурности. Мягкие, гулкие барабаны Ларри Маллена-младшего вступают после второго припева. Сыгранная Боно партия на губной гармонике предвосхищает меланхоличный финал песни. Вокальный диапазон фронтмена варьируется в диапазоне от A3 до D6.
В этой песне женская зависимость и ошибочное стремление к трансцендентности отражены в таких строчках, как «She runs through the streets / With her eyes painted red» и «She will suffer the needle chill». Помимо этого, лирика Боно демонстрирует беспомощность и разочарование в отрывке: «You’ve got to cry without weeping, talk without speaking, scream without raising your voice». В свою очередь, заглавная фраза фигурирует лишь в самой последней строчке песни. Эта композиционная техника отложенного удовлетворения присутствует в нескольких других популярных композициях, таких как «Just Like Heaven» группы The Cure и «One More Try» певца Джорджа Майкла.
В аннотации к переизданию The Joshua Tree, приуроченному к двадцатилетию альбома, писатель Билл Флэнаган отмечал: «„Running to Stand Still“ — для всех, кто чувствует себя пойманным в ловушку неразрешимых обстоятельств из-за неподъёмной ответственности». В свою очередь, публицист журнала Uncut Эндрю Мюллер подчёркивал, что эта песня была эффективна в изображении «наркотика как ещё одного иллюзорного побега [от действительности], ещё одного мошеннического обещания, что [с помощью него] можно спрятаться от реальности».

## Отзывы критиков
Песня «Running to Stand Still» была высоко оценена музыкальными критиками, как и альбом, в котором она вышла, впоследствии ставший самой продаваемой пластинкой в дискографии коллектива. Так, обозреватель журнала Rolling Stone писал: «После первых нескольких прослушиваний композиции вы отмечаете [для себя её] замечательную музыку… Она звучит как прекрасная умиротворяющая фантазия, за исключением того, что представляет собой грёзы наркомана, и когда это осознание достигает цели, нежная акустическая колыбельная приобретает разъедающую силу». В статье о группе для журнала Time (выпуска, в котором U2 появились на его обложке) публицист Джей Кокс, обращаясь к творчеству ирландского квартета, писал о «Running to Stand Still» следующее: песня «с трансовой мелодией, которая скользит по краю сознания и проникает в ваши мысли». В специальном выпуске журнала Uncut под названием Ultimate Music Guide to U2 рецензент описал образ персонажа из этой композиции как один из лучших в карьере коллектива. Однако авторы музыкального альманаха Trouser Press Record Guide (1991) сетовали, что у песни «есть настроение, но отсутствует законченная форма».
«Running to Stand Still» стала своего рода гимном Дублина, увековечив в своём тексте башни Баллимуна. Автор нескольких книг о поп-музыке Брент Манн считал её одной из самых сильных песен, посвящённых проблеме наркомании, наряду с композициями: «White Rabbit» (1967) группы Jefferson Airplane, «The Needle and the Damage Done» (1972) Нила Янга, «Toy Soldiers» (1989) американской певицы Мартики и «Semi-Charmed Life» (1997) рок-группы Third Eye Blind.
Ирландский музыкальный публицист Ниалл Стоукс считает «Running to Stand Still» одной из самых важных песен альбома The Joshua Tree не только благодаря её достоинствам как «зрелого и неотразимого … захватывающего и вызывающего примера поп-поэзии», но и также потому, что её моральная двусмысленность и отсутствие осуждения главных героев предвосхитили хаотическое направление, в которое группа двинется несколько лет спустя с альбомом Achtung Baby и его производной — гастрольным туром Zoo TV Tour. В списке «500 величайших альбомов всех времён» журнала Rolling Stone 2003 года, поместившего The Joshua Tree на 27-е место, отмечалось, что, хотя альбом по большей части запомнился фирменными гитарным звучанием Эджа и духовными поисками группы, песня «Running to Stand Still» по-прежнему остаётся одним из его самых трогательных моментов. Это мнение впоследствии было поддержано редакцией газеты Irish Independent.

## Концертные исполнения

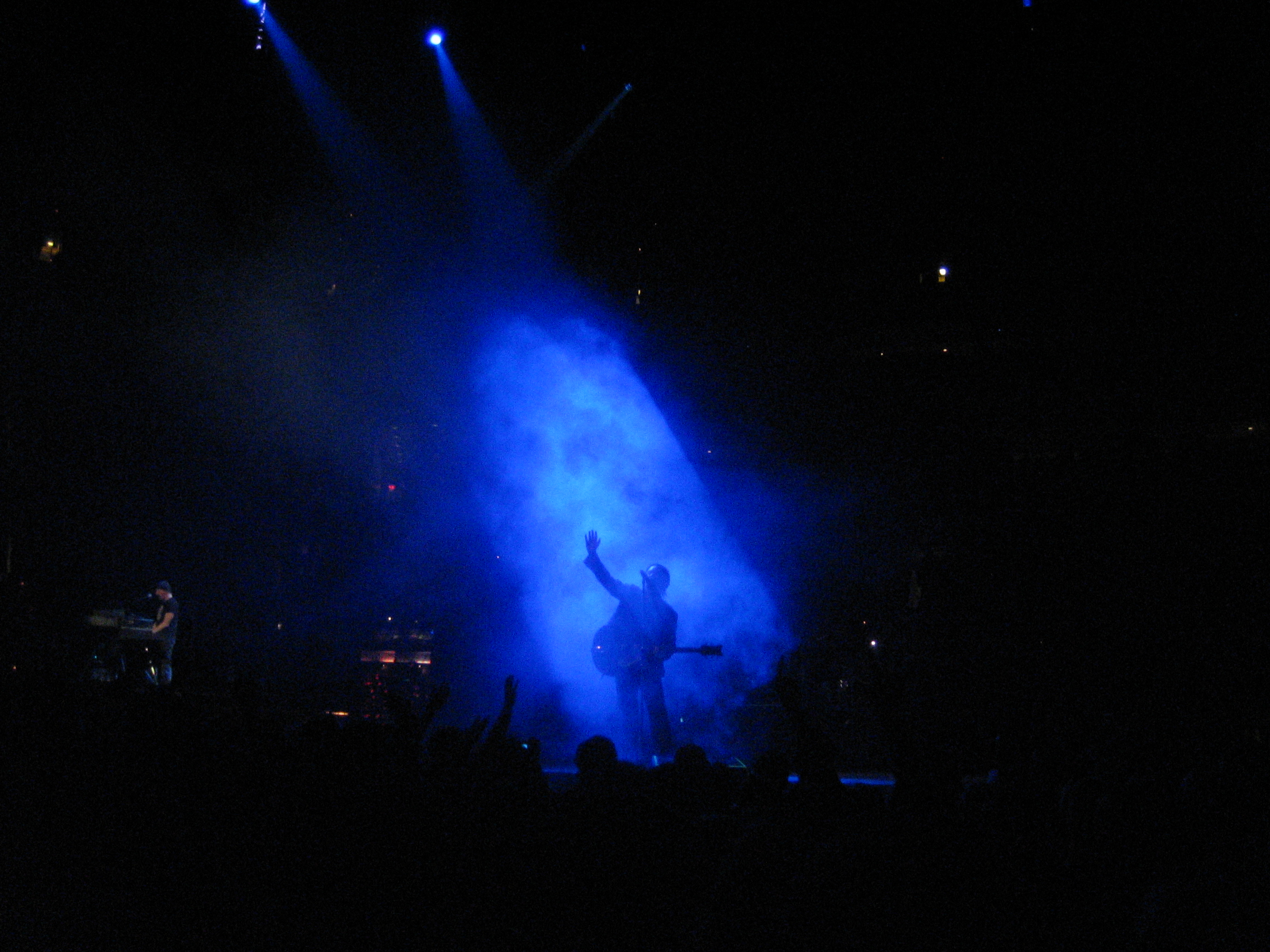
Боно (гитара) и Эдж (фортепиано) исполняют «Running to Stand Still» во время турне Vertigo Tour (2005 год)

На протяжении всей концертной деятельности U2 «Running to Stand Still» практически всегда исполнялась в связке с «Bullet the Blue Sky». Причём, как правило, первая звучала вслед за второй, соответствуя порядку, в котором песни расположены в альбоме. Песня дебютировала во время турне The Joshua Tree Tour, номер проходил так (став основой для последующих): Эдж играл на клавишных, а Боно аккомпанировал себе на гитаре. Во время концерта 27 мая 1987 года на стадионе «Фламинио» в Риме — первого европейского шоу турне, с которого начался его второй этап — 35 000 зрителей начали подпевать припев «Ha la la de day». Очевидцы вспоминают, что находящийся за сценой Брайан Ино прослезился от этого зрелища. Одно из исполнений песни было записано для документального фильма Rattle and Hum, посвящённого этим гастролям, однако оно не попало в одноимённый концертный альбом. Другое гастрольное выступление было выпущено в 2007 году как на DVD, так и в виде аудио-релиза Live from Paris. Во время одного из концертов в Дублине (проходившего в период Lovetown Tour и транслировавшегося по спутниковой связи) Боно начал песню декламацией классической оды британского поэта Юэна Макколла, печальной картины индустриального североанглийского города «Dirty Old Town». Впоследствии это шоу было выпущено под названием Live from the Point Depot (2004).
Во время Zoo TV Tour исполнение песни было значительно изменено. Эдж играл на гитаре модели Fender Stratocaster вместе с остальной группой на главной сцене, а Боно пел на передних подмостках перед зрителями с микрофоном в гарнитуре. Вокалист имитировал манеры героинового наркомана, засучивая рукава, а затем во время финальных строчек, делая вид, что колет что-то себе в руку, после чего он повторял слово «Аллилуйя» поднимаясь к столбу белого света. Писатель Робин Бразерс рассматривает добавление коды «Аллилуйя» как указание на то, что хотя организованная религия может действовать как успокаивающее средство — идея, родственная другим темам Zoo TV, — роль личной веры может по-прежнему иметь «соблазнительную, утверждающую и „сдерживающую“ силу». Как и в большинстве других гастрольных туров U2, «Running to Stand Still» вновь шла как часть единого концертного сегмента с «Bullet the Blue Sky» (Боно продолжал её исполнение в бронежилете, который символизировал антивоенную тематику первой композиции этой пары). В кульминации двухпесенного сегмента на обоих концах сцены загорались красные и жёлтые дымовые шашки (идея начальника службы безопасности U2, который был ветераном Вьетнама) в качестве перехода к следующей композиции «Where the Streets Have No Name». Эта аранжировка и исполнение «Running to Stand Still» были включены в концертный фильм Zoo TV: Live from Sydney 1994 года.
«Песня стала одним из самых важных произведений альбома. Без какой-либо моральной определённости и прямого осуждения персонажей, она помогла увидеть хаотические пейзажи планет „Achtung Baby“ и „Zooropa“, в которых определённость и неопределённость стали одним целым. Это делало её одной из самых зрелых композиции [U2] на тот момент, с запоминающимся и полным смыслов текстом, вошедшим в историю поп-музыки и до сих пор остающимся искренним и правдивым».
«Running to Stand Still» не исполнялась в период PopMart Tour (1997) и Elevation Tour (2001) однако она вернулась в концертный сет-лист группы во время Vertigo Tour (2005) с оригинальной комбинацией Эджа на клавишных и Боно на гитаре. В течение большей части концертов этого турне песня снова следовала за «Bullet the Blue Sky» и завершилась трансляцией на экране нескольких статей Всеобщей декларации прав человека (после июля 2005 года песню поменяли в сет-листе на «Miss Sarajevo»). Во время шоу 19 июня 2005 года, посвящённого дню рождения лидера бирманской демократии Аун Сан Су Чжи, «Running to Stand Still» включала отрывки из «Walk On» — композиции, посвящённой нобелевской лауреатке. По мнению писателя Стива Стокмана, в этом туре «Running to Stand Still» была одной из песен раннего периода группы, которая потеряла своё первоначальное значение и не акцентировалась на торговле наркотиками в башнях Баллимуна. Скорее, теперь она использовалась для развития темы шоу, согласно которой вера в надежду и человеческий потенциал способны преодолеть самые мрачные и безвыходные ситуации. В этой интерпретации и она вписывалась в концепцию Vertigo Tour о сосуществовании и идеологию One Campaign. Эта оценка перекликается с обзором портала eFestivals, чей автор Джон Джоблинг назвал новую трактовку песни «гимном против преследований», целью которого было смягчить остроту тематики композиции «Bullet the Blue Sky» использовавшейся для критики поведения американцев во время войны в Ираке. Тем не менее ветеран рок-критики Эдна Гундерсен из USA Today отметила в своём обзоре, что исполнение песни по-прежнему создаёт «разрушительное» настроение, а рецензент из New York Daily News выразил мнение, что группа «разбавила» (сократив количество музыкантов) «Running to Stand Still» «чтобы добавить ей траурной атмосферы». Два других обозревателя из Штатов сетовали, что песня была менее известна публике (напрасно занимая чужое место), а обозреватель Variety, напротив, заявил, что её возвращение в сет-лист помогло группе воссоединиться с прошлым и избежать клише. Одна из вариаций «Running to Stand Still» из этого тура была включена в фильм Vertigo 2005: Live from Chicago, во время неё Боно посвятил коду «Аллилуйя» военнослужащим американских и британских вооружённых сил, сражающихся за границей. Песня не исполнялась во время турне U2 360 °, вследствие чего редакция Vancouver Sun посетовала на отсутствие этой «леденящей классики творческого канона группы». Во время юбилейного турне The Joshua Tree 30 Tours (проходившего в 2017-м и 2019-м годах), посвящённого 30-летию альбома, группа последовательно исполняла все песни из пластинки The Joshua Tree, в том числе «Running to Stand Still».

## Наследие
Клипмейкер Дэйв Мейерс называл The Joshua Tree своим любимым альбомом, признаваясь, что во время учёбы в университете написал киносценарий под впечатлением от песни «Running to Stand Still». Название композиции было позаимствовано для 6-го эпизода первого сезона телесериала «Отчаянные домохозяйки». Согласно сюжету, главная героиня Линетт Скаво начинает принимать медицинские препараты от СДВГ, назначенные для её детей, с целью справиться с навалившимися проблемами в повседневной жизни. Такое же название носит один из эпизодов пятого сезона телесериала «Холм одного дерева» чьё название было навеяно ещё одной композицией квартета — «One Tree Hill».
К середине 2000-х началась реализация проекта по сносу башен Баллимуна, а одноимённый район стал центром программы реновации стоимостью в 1,8 млрд евро, целью которой было создание новой городской среды и повышения уровня жизни для 30 000 человек. Несмотря на то, что оригинальный проект потерпел неудачу, башни оставили прочное культурное наследие, главным и, пожалуй, самым известным образцом которого является «Running to Stand Still». Впоследствии связь между башнями и песней упоминалась в некоторых туристических справочниках о Дублине. Однако «Running to Stand Still» нравилась не всем бывшим жильцам комплекса. Так, Линн Коннолли, чьи мемуары The Mun: Growing Up in Ballymun подробно описывали её детство в комплексе (1970-х и 1980-х годы), соглашалась с наличием там множества социальных проблем. Отмечая, что тоже мечтала переехать оттуда в то время. Тем не менее, позднее она пришла к выводу, что, несмотря на все неурядицы, в Баллимуне были и хорошие моменты, приводя в пример чувство юмора у местных жителей и их чувство локтя, которые игнорировались представителями прессы. Коннолли писала: «Независимо от того, что U2 поют в своей песне, выход, безусловно, был не один». Впоследствии в одном из интервью она предположила, что «Running to Stand Still» могла иметь пагубный эффект: «Не нужно много воображения, чтобы представить себе безработного, живущего в одиночестве в Баллимуне, слушающего эту песню и соглашающегося с тем, о чём говорил её герой». Также она отмечала, что некоторые веб-сайты ошибочно приписывают Боно связь с Баллимуном, ссылаясь на его детство в этом районе, подчёркивая: «Возможно это придавало ему некого уличного шарма — попытка ассоциировать себя с местом, которое он мог видеть из окна своей спальни. [Расположенной] на красивой, безопасной, респектабельной Сидарвуд-роуд в Гласневине».
По прошествии лет Баллимун стал настолько прочно ассоциироваться с «Running to Stand Still» и наркоторговлей, что местные сторонники реновации приложили немало усилий, чтобы обратить внимание общественности на текущий прогресс района после ввода нового жилфонда. Замечание Боно о том, что гулять по Баллимуну ночью опасно, получило широкую огласку в СМИ. В связи с этим в 2004 году фан-сайт, в котором перечислялись связанные с творчеством U2 достопримечательности Дублина, упоминая Баллимун в контексте песни, предупреждал: «Не ходите сюда пешком, это опасное место». Тем не менее позднее на официальном сайте U2 появилась информация, что в нынешнее время территория Баллимуна сильно изменилась, а сам Боно заявлял — «Он очень горд, что является выходцем из этого района». Впоследствии фан-сайт скорректировал информацию, отмечая, что прогулки по Баллимуну безопасны и не несут угрозы для жизни.